# 精電舎電子工業
精電舎電子工業株式会社（せいでんしゃでんしこうぎょう、英称: SEIDENSHA ELECTRONICS CO., LTD.）は、東京都荒川区に本社を置く、プラスチック溶着・溶断、金属接合機の専業メーカーであり、専業メーカーとしては国内首位である。

## 概要
1924年、有線無線通信機のメーカーとして創業。ソニーやビクターなどが設立される以前は日本有数の通信機メーカーであったが、国内のプラスチック産業の興隆に伴いプラスチック溶着機の研究に注力した。開発された高周波溶着機は塩化ビニールを接合する目的に優れ、1960年当時、熱狂的なブームとなった「ダッコちゃん」を製造する機械として驚異的な売り上げを記録した。
1961年、東京国際見本市で、世界初となる樹脂の超音波による溶着を実現する『超音波溶着機』を発表。以来、樹脂の二次加工技術に特化した産業機械メーカーとして誘導溶着機、及び誘導溶着を応用した非接触熱板溶着機、インパルス溶着機、レーザー加工機など開発した。特にプラスチック溶着技術では、自動車、家電、医療、情報通信機器など国内外の大手メーカーの外部研究機関としての役割を担い、新商品の開発段階より相談を受け共同で特許を取得するなど実績を残している。近年は、能率の高いデジタルアンプを搭載したプラスチック超音波溶着機を開発したり、金属を接合する超音波メタルウェルダー（金属接合機）、超高速タイプの超音波ミシン、大出力タイプの超音波カッターなどを開発している。メタルウェルダーは、リチウムイオン二次電池やキャパシタなどの生産で重要な金属薄膜の接合に使用されている。

## 主要事業所
- 本社・工場 - 東京都荒川区西日暮里2丁目2-17
- 大阪支店 - 大阪市天王寺区生玉前町5-15
- 名古屋営業所 - 名古屋市名東区松井町271
- 北関東営業所 - 栃木県佐野市茂呂山町3-1 第7下田ビル
- 福岡営業所 - 福岡市中央区白金2-5-8　ロイヤルコンフォート白金

## 沿革
- 1924年（大正13年）：精電舎製作所を台東区鳥越で創業。有線無線通信機の製造販売を開始。
- 1953年（昭和28年）：株式会社精電舎製作所を設立。高周波ウェルダーの開発、製造。ビニール製品の高周波加工を手がける。
- 1956年（昭和31年）：社名を精電舎電子工業株式会社に改称。日暮里に工場を新設。
- 1961年（昭和36年）：世界で最初に開発した「超音波プラスチックウェルダー」 「超音波ミシン」を東京国際見本市で発表。
- 1970年（昭和45年）：本社を日暮里工場に移転。
- 1973年（昭和48年）：プラスチック溶断向け炭酸ガスレーザー機器を開発。
- 1977年（昭和52年）：プラスチック電磁誘導ウェルダーを開発。
- 1984年（昭和59年）：業界初のプラスチック専用NCレーザー加工機をJP84で発表。
- 1985年（昭和60年）：新社屋を落成。総合メーカーとしての基礎を整備。
- 1989年（平成元年）：マイコン制御全自動貴金属チェーン溶着システムを開発。デジタル技術を応用した溶着システムの開発に注力開始。
- 1994年（平成6年）：高速異物検査装置を開発。画像応用計測などの品質管理システムの開発に注力開始。
- 1996年（平成8年）：発振機とプレスを一体にした新型のプラスチックウェルダー「SONOPETΣシリーズ」を開発。振動溶着機、熱板溶着機など大型溶着機を開発。
- 1999年（平成11年）：超音波溶着を利用し、スーパーコンピューターのボード上に細線を正確に布線する「布線機」を開発。
- 2000年（平成12年）：プラスチックで培った技術を応用して「SONOPETΣシリーズ」に金属接合機を追加。
- 2008年（平成20年）：デジタルアンプを搭載した次世代型プラスチックウェルダー「SONOPETデジタルΣシリーズ」、高速超音波ミシンSONOPET1205BFC/RWを販売。
- 2010年（平成22年）：超高速回転式ウェルダー RL/RWシリーズ（通称コロコロ君）を開発及び販売。
- 2010年（平成22年）：MEDTEC2010にて、レーザー溶着を応用したバルーンカテーテル専用溶着機MS-B01を発表。